# Public Service Enterprise Group
Public Service Enterprise Group (PSEG) (NYSE: PEG) er et amerikansk energiselskab, der har hovedkvarter i Newark, New Jersey. Det største datterselskab er Public Service Electric and Gas Company (PSE&G), der forsyner 2,2 mio. kunder med elektricitet og naturgas. PSEG Power producerer elektricitet igennem: PSEG Nuclear, PSEG Fossil, PSEG Energy Resources & Trade og PSEG Power Ventures. PSEG Long Island leverer elektricitet til 1,1 mio. kunder.